# Яковенко, Павел Александрович
Па́вел Алекса́ндрович Якове́нко (укр. Павло Олександрович Яковенко; род. 19 декабря 1964, Никополь, Днепропетровская область) — украинский футболист и футбольный тренер. Мастер спорта СССР международного класса (1986). Заслуженный мастер спорта СССР (1986). Заслуженный тренер Украины.

## Биография

### Клубная
Воспитанник никопольской футбольной школы «Колос», днепропетровской футбольной школы «Днепр-75», харьковского и киевского спортинтернатов. Первым тренером был Григорий Варжеленко. В 1988 году получил тяжелую травму в Алма-Ате, из-за которой пропустил Евро-88 и ЧМ-90. В футбол вернулся только во 2-й половине 1991 года и был в «Динамо» (Киев) одним из самых опытных игроков — все партнеры по звездному составу образца 1986 года уехали из Киева.
В декабре 1992 года перешёл в «Сошо», где успел провести только один официальный матч. В следующей, тренировочной, игре против «Страсбура» получил травму из-за которой пропустил почти весь сезон 1992/93 (провел только ещё 2 матча). Сезон 1993/94 начал успешно — вышел на замену в матче 3-го тура против «Метца» и спустя три минуты забил гол. После этого стал выходить в основе, но ненадолго: вновь получил травму — разрыв мышцы задней поверхности бедра. Врачи настаивали на операции, но Яковенко отказывался, несмотря на то, что боль в ноге была невыносимой. В ноябре 1993 года руководство клуба, по согласованию с игроком, прервало контракт, срок которого истекал бы только через 1,5 года. Яковенко вернулся домой, уже зная, что посвятит себя в дальнейшем тренерской карьере.

### В сборной
Всего за сборную СССР сыграл 19 матчей и забил 1 гол. Первый матч провёл 7 мая 1986 года против Финляндии, матч завершился со счетом 0:0. Последний матч провёл 28 марта 1990 года против Голландии, в котором СССР выиграл 2:1.

## Тренерская карьера
В декабре 1993 года подписал контракт с клубом «Металлург» (Никополь).
В начале 2000-х в тандеме с Геннадием Литовченко занимался подготовкой молодёжной сборной Украины (до 21 года).
Работал с командами РФПЛ: «Уралан», «Химки», «Кубань». С командой «Ростов» провёл всего 1 матч (с «Лучом-Энергией» (1:1)), после чего покинул команду.
В 2008 году вернулся к работе с молодёжной сборной Украины (до 21 года), подготовкой которой занимался до 2012 года. Вывел команду на Чемпионат Европы по футболу среди молодёжных команд 2011. Однако в финальной части турнира украинцы выступили неудачно, ничья и два поражения в трех играх группового этапа.
В октябре 2020 года возглавил клуб «Оболонь-Бровар». 5 мая 2021 года прекратил сотрудничество с киевским клубом.
Известен тем, что давал игрокам очень большие объёмы физической нагрузки на тренировках.

## Достижения

### Как игрок
«Динамо» (Киев)
- Чемпион СССР (3): 1985, 1986, 1990
- Обладатель Кубка СССР (3): 1985, 1987, 1990
- Обладатель Суперкубка СССР (2): 1986, 1987
- Обладатель Кубка обладателей Кубков УЕФА: 1986
- Финалист Суперкубка УЕФА: 1986

### Как тренер
Сборная Украины (до 21)
- Чемпионат Европы U-21 2011 — групповой этап

«Уралан» Элиста
- Первая лига России 1997 — 1-е место (выход в высший дивизион)

«Кубань» Краснодар
- Первый российский дивизион 2006 — 2-е место (выход в Премьер-лигу)

### Личные
- В списках лучших футболистов Украинской ССР[укр.] (2): № 2 (1985, 1986)
- В списках 33 лучших футболистов сезона в СССР (2): № 1 (1986), № 3 (1987)
- Мастер спорта СССР международного класса (1986)
- Заслуженный мастер спорта СССР (1986)
- Заслуженный тренер Украины
- Орден «За заслуги» II степени (2016)[8], III степени (2004)[9]

## Личная жизнь
Жена Ирина, брат Алексей (род. 1956), сыновья Александр и Юрий также футболисты.